# Song at Midnight
Song at Midnight (夜半歌聲, pinyin: Yè bàn gē shēng), noto anche con i titoli Midnight Song, Singing at Midnight, e Midnight Voice, è un film del 1937, diretto da Ma-Xu Weibang, vagamente ispirato al romanzo Il fantasma dell'Opera di Gaston Leroux.

## Trama
Un'ombra, accompagnata da un uomo anziano, si aggira nei meandri di un vecchio teatro, e incomincia a cantare una canzone. Dal balcone di una casa prospiciente una donna, con fare sognante, ascolta, mentre sua madre la guarda apprensiva.
Dieci anni dopo una troupe arriva nell'edificio per mettervi in scena un lavoro teatrale. Una sera, il giovane cantante e attore Sun Xiao Ou è solo sul palco a provare la propria canzone, quando sente una voce, proveniente da qualche parte all'interno della sala, cantare, quasi ad ammaestramento, la canzone. Ou, meravigliato e un poco spaventato, si informa presso il custode se qualcun altro fosse per caso presente all'interno del teatro, ricevendone risposta negativa. Ma sarà il possessore della voce misteriosa a rivelarsi a Ou: si tratta del famoso attore Song Danping, che tutti credevano morto da dieci anni.
Song racconta a Ou la propria storia. Oltre a esercitare la professione teatrale, Song era anche un attivista politico dai sentimenti libertari, attivo sotto falso nome, e inviso al partito avverso, quello degli aristocratici, capeggiati dal padre della donna del balcone, la giovane Li Xiaoxia, sua fidanzata. Gli avversari, scoperta l'identità segreta di Song, lo catturano e lo percuotono, ma sarà Tang Jun, possidente e rivale in amore dell'attore, per vendetta, a sfigurare orribilmente il volto di Song mediante l'acido. Da allora Song, non volendo apparire presso la sua donna così tramutato in mostro, ha sparso la voce di essere morto, ucciso dall'attacco chimico del rivale, e ha vissuto recluso all'interno del teatro, mentre la sua esistenza in vita era conosciuta solo dall'anziano custode, Zhong, che lo accompagna nei suoi vagabondaggi notturni all'interno del teatro.
Li Xiaoxia, alla notizia della morte dell'amato, aveva perso il lume della ragione, e la sola cosa che potesse mantenere in lei un minimo di fiducia nella vita e di speranza era l'udire le canzoni della voce misteriosa che si diffondevano di notte dal teatro. Song chiede a Ou di riallacciare i contatti con Li, che, però, annebbiata, lo scambia per il proprio amato redivivo.
Le rappresentazioni di Ou al teatro suscitano poco interesse da parte del pubblico, e la compagnia decide di lasciare il paese. Song allora propone a Ou un suo nuovo copione teatrale, che aveva elaborato nei dieci lunghi anni di reclusione volontaria. Il nuovo lavoro di Song, sempre dai contenuti progressisti, riscuote successo. Ma Tang Jun, per l'occasione, si rifà vivo, e tenta di violentare Li. Sopraggiunge allora Ou, interrompendo la recita, e poi Song che, preso Tang Jun in disparte, gli si rivela come colui che avrebbe dovuto essere stata la sua vittima, e ingaggia con lui una lotta, al termine della quale Tang precipita dalla finestra e muore.
Nel frattempo la polizia ha ricevuto notizia della presenza dell'agitatore politico ricercato da tempo, ovvero Song, e fa irruzione nel teatro, dove il pubblico, a seguito della mancata ripresa della rappresentazione, aveva incominciato a spazientirsi. L'agitazione si trasforma in tumulto popolare, che si estende anche al di fuori del teatro, e in seguito al quale viene dato fuoco a una torre dove Song si era rifugiato. Ou si presenta a Li, ora completamente rientrata in sé, e le racconta tutta la storia, pregandola di continuare insieme l'opera politica libertaria di Song.
Li si risveglia accanto alla madre, e le confida di avere sognato. 

## Colonna sonora
Nel film sono utilizzate tre canzoni di Tian Han e Xian Xinghai: 夜半歌声 ("Song At Midnight"), 黄河之恋 ("Lovers of the Yellow River"), e 热血 ("Hot Blood").
Nella colonna sonora vengono utilizzati anche diversi estratti, in svariati arrangiamenti, di brani di musica classica, fra i quali il poema sinfonico Una notte sul Monte Calvo di Modest Musorgskij, nonché opere di Debussy (uno dei Préludes per pianoforte), Brahms (Valzer op. 39), Bach (Aria sualla quarta corda) e Gershwin (Un americano a Parigi). 

## Distribuzione
Il film, insieme con il suo sequel 夜半歌聲續集 (Song at Midnight, Part II), del 1941, cominciò a essere conosciuto in occidente grazie al Far East Film Festival di Udine nel 1998. Da allora il film è stato proiettato in diversi festival cinematografici di tutto il mondo, in particolare alla 62ª Mostra internazionale d'arte cinematografica di Venezia del 2005, nella speciale sezione monografica dedicata alla Storia segreta del cinema cinese.
Il film ha avuto le edizioni in DVD a cura della Guangzhou Beauty Culture Communication Co., negli Stati Uniti, nel 2006, e, per la casa distributrice Cinema Epoch, come parte della sua retrospettiva sul cinema cinese, nel 2007.

## Accoglienza
Sul sito web cinese di recensioni cinematografiche Douban il film ha totalizzato (al 21 settembre 2019) un punteggio medio di 7,3 decimi, assegnato da più di 2 800 utenti.
Song at Midnight è presente nella classifica dei migliori 100 film cinesi stilata nel corso dell'Hong Kong Film Awards del 2005; e in quella analoga di Yazhou Zhoukan (Asia Weekly) del 1999.
Lo studioso Yomi Braester ritiene che, fra i due temi presenti nell'opera, quello della spinta verso la riforma sociale progressista venga inevitabilmente oscurato dall'impianto horror.

## Sequel / Remake
Il regista ha realizzato nel 1941 un sequel del film, dal titolo 夜半歌聲續集 (Song at Midnight, Part II), nel quale si riprende e si continua la storia del protagonista Song Danping.
Song at Midnight conta quattro remake:
- Ye ban ge sheng –Xia ji (noto anche come The Mid-Nightmare), del regista di Hong Kong Qiu Fung Yuan, in due parti, rispettivamente del 1961 e 1963, interpretato da Betty Loh Ti e Lao Zhei[10].
- Con lo stesso titolo dell'originale, Song at Midnight, remake di Yang Yanjin del 1985[11].
- Ye ban ge sheng (conosciuto con il titolo The Phantom Lover), di Ronny Yu, 1995[12]. È il più noto dei remake, interpretato dall'attore e musicista Leslie Cheung nella parte di Song Danping.
- Nel 2005 è stata tratta dal film una serie televisiva[13].